# Clive Palmer

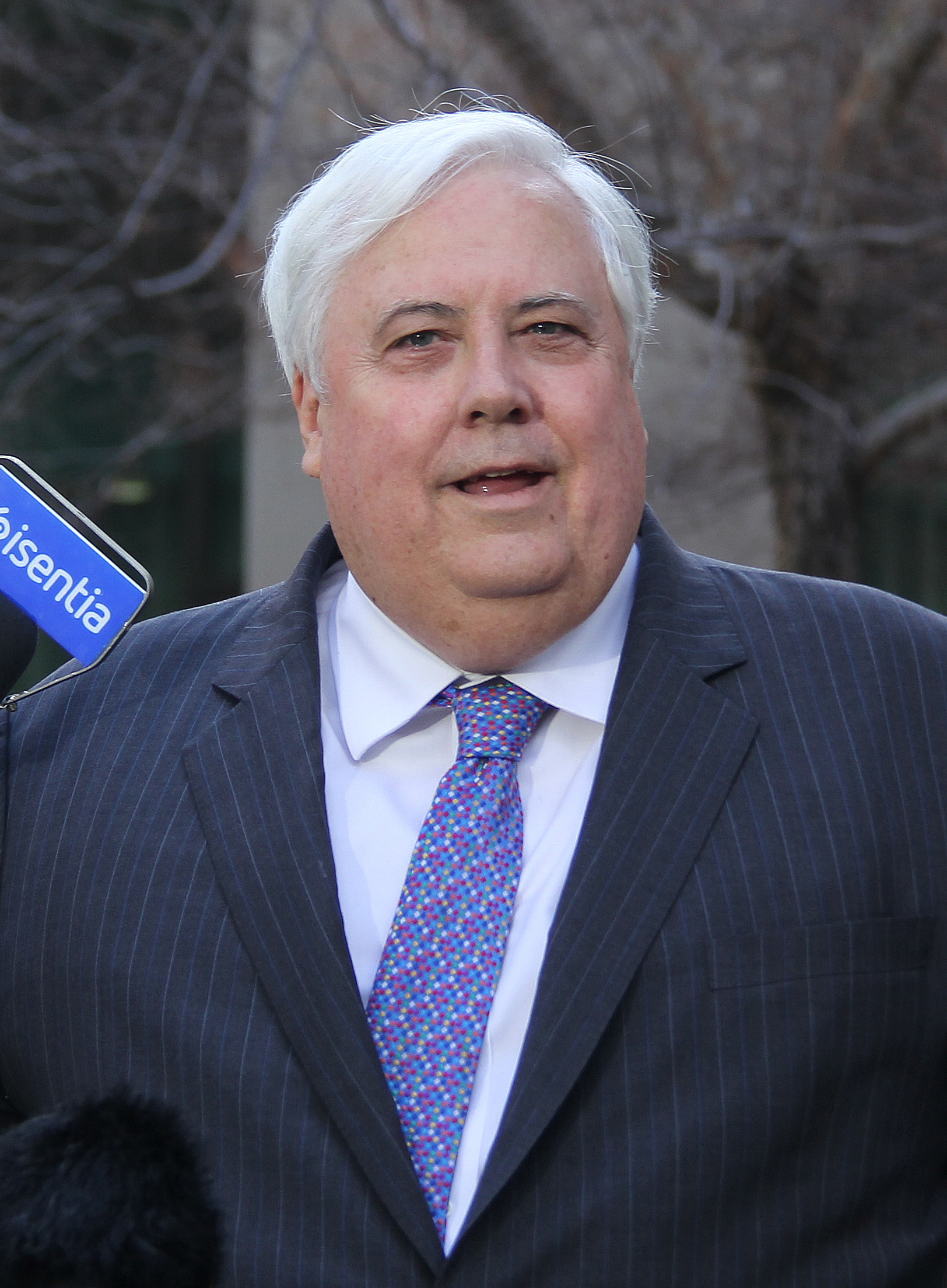
Clive Palmer (2015)

Clive Frederick Palmer (* 26. März 1954 in Melbourne, Victoria) ist ein australischer Geschäftsmann und Milliardär aus der Bergbau-Branche.

## Leben
Palmer begann als Immobilienmakler an der Gold Coast. Er ist Besitzer der Bergbaufirma Mineralogy Pty Ltd., die die Lizenzen für die Ausbeutung der weltweit größten Eisenerzvorkommen in den Pilbara Ranges in Western Australia besitzt und darüber hinaus zum Beispiel Kohlevorkommen. Bei seinen Bergbauaktivitäten arbeitet er mit (staatlichen) chinesischen Unternehmen zusammen. Er übernahm 2008 Waratah Coal und 2009 Queensland Nickel. Sein Vermögen wird auf 3 bis 6 Milliarden Dollar geschätzt; laut Forbes Magazine 2012 auf rund 800 Millionen Dollar (mit Potential nach oben, sobald die Ausbeutung seiner Bergbaulizenzen voranschreitet).
Von 2008 bis 2012 war er Besitzer des Fußballclubs Gold Coast United, der in der ersten australischen Liga spielte. 2012 verlor er seine Lizenz wegen ständiger Verstöße gegen die Richtlinien der australischen Liga.
2012 gründete er die Blue Star Line Pty Ltd und kündigte den Bau der Titanic II an, die von der chinesischen Werft CSC Jinling Shipyard nach dem Vorbild der Titanic gebaut wird. Die Jungfernfahrt war ursprünglich für 2016 geplant, wurde aber 2014 um 2 Jahre verschoben, der Bau zwischenzeitlich pausiert und die Jungfernfahrt für 2022 angesetzt. Die weltweite COVID-19-Pandemie trug dazu bei, dass der Bau abgebrochen wurde. Im März 2024 verkündete Palmer, ohne dabei eine Werft zu nennen, dass er die Titanic II ab Anfang 2025 bauen lassen will und die Jungfernfahrt im Juni 2027 erfolgten und diese dieselben Strecke haben soll, wie die erste und einzige des Originals, vom britischen Southampton nach New York City. Für den Bau veranschlagt Palmer Kosten zwischen 500 Millionen und einer Milliarde Australische Dollar (300 bis 600 Millionen Euro).
Palmer war früher in der Liberalen Nationalpartei politisch aktiv. Im April 2013 gründete Palmer nach dem Vorbild der historischen United Australia Party die Palmer United Party. Diese trat landesweit bei der Parlamentswahl in Australien 2013 an und gewann 5,5 % der Stimmen und einen der 150 australischen Wahlkreise.
Am 19. August 2014 kam Palmer in die internationalen Schlagzeilen, nachdem er in einer hitzigen Fernsehdiskussion von den „Chinese mongrels“ (chinesischen Bastarden) sprach, die Kommunisten seien, ihre eigenen Leute erschießen würden und das Ziel hätten, dieses Land (Australien) zu übernehmen. Daraufhin protestierte der chinesische Botschafter in Canberra gegen diese „absurden und unverantwortlichen Bemerkungen“, die von „Unwissenheit und Vorurteilen“ zeugten. Wenig später entschuldigte sich Palmer in einem an die chinesische Botschaft in Australien gerichteten Schreiben für seine Bemerkungen.
Palmer ist verheiratet und hat drei Kinder.